# Liste der Monuments historiques in Ercé-près-Liffré
Die Liste der Monuments historiques in Ercé-près-Liffré führt die Monuments historiques in der französischen Gemeinde Ercé-près-Liffré auf.

## Liste der Bauwerke
| Bezeichnung        | Beschreibung                       | Standort | Kennzeichnung | Schutzstatus | Datum | Bild           |
| ------------------ | ---------------------------------- | -------- | ------------- | ------------ | ----- | -------------- |
| Château du Bordage | Schloss, erbaut im 14. Jahrhundert | (Lage)   | PA35000042    | Inscrit      | 2012  | weitere Bilder |

## Liste der Objekte
- Monuments historiques (Objekte) in Ercé-près-Liffré in der Base Palissy des französischen Kultusministeriums